# Joan Callao Capdevila
Joan Callao Capdevila (Castelló de la Plana, 10 de gener de 1936) és un advocat i polític valencià, diputat a les Corts Valencianes en les tres primeres legislatures.

## Trajectòria
Llicenciat en dret, ha exercit com a advocat dels Col·legis de Castelló i València. El 1979 es va afiliar al PSPV-PSOE, partit amb el qual fou elegit diputat a les eleccions a les Corts Valencianes de 1983, 1987 i 1991. De 1983 a 1987 fou vicepresident primer de les Corts Valencianes i vicepresident primer de la Comissió de Reglament de les Corts Valencianes. El 1985 fou nomenat president del Consell Social de la Universitat Politècnica de València.